# 架树合泡
架树合泡是一个位于中国吉林省双辽市的湖泊，面积约为4.5平方千米，平均水深约为1.5米。